# Paraliparis devriesi
Paraliparis devriesi és una espècie de peix pertanyent a la família dels lipàrids.

## Descripció
- El mascle fa 19,5 cm de llargària màxima i la femella 17,5.[5][6]

## Depredadors
És depredat per Dissostichus mawsoni.

## Hàbitat
És un peix marí i batidemersal que viu entre 500 i 800 m de fondària.

## Distribució geogràfica
Es troba al mar de Ross.

## Observacions
És inofensiu per als humans.